# 大镜
《大鏡》（おほかがみ）是日本平安时代后期（白河天皇院政期）完成的一部纪传体歷史物語。

## 概述
《大鏡》是“四镜”（大镜、今镜、水镜、增镜）中的第一部作品，就其内容来说，是“四镜”中描述年代第二早的一部。全书为问答体，有三卷本、六卷本、八卷本等版本。

书名《大镜》的意思是“反应历史的一面优秀的镜子”。古时别称世继物语、世继老头的物语、世继之镜之卷、摩诃大圆镜等。原作者成书时或未确定一定的名称。

作者不详，认为是亲近摄关家或是他们的姻亲村上源氏一门的男性官员所作的说法最有力。关于作者本人究竟是谁也有多种说法，比如藤原为业、藤原能信、藤原资国、源道方、源经信、源俊明、源俊房、源显房、源雅定等都曾被人认为是作者。最近几年，认为作者是出身村上源氏的二代当主源显房之说最为有力。

## 内容概述
《大镜》全文以190岁的老翁大宅世继和180岁的老翁夏山繁树两位长寿老人在云林院的对话以及年轻人们的批判为形式进行书写，以藤原北家以及藤原道长一族的荣华富贵为叙事主轴，时间范围为文德天皇即位到后一条天皇在位期间的万寿2年（1025年），包含14代天皇在内的176年间的宫廷历史。

全文以日本传统语言和汉语、佛教用语交替使用进行书写，文字简洁，表现力丰富。其所描写藤原兼通、藤原兼家兄弟之间的权力斗争、藤原道兼欺骗花山天皇出家两个事件因对权力者的个性和谋略的深刻细致的描写而特别出彩，从中可以窥视人们不会满足的权力欲望。

《大镜》完结后，还有被称为“二之舞的老头的物语”的续书。在续书中有皇后宫大夫的署名，因此写续书的可能是在这一时期任此职务的源雅定或其前任藤原家忠。

## 全书构成
本书为纪传体，由五个部分构成。
- 序
- 帝纪
  - 五十五代 文德院 道康
  - 五十六代 清和院 惟仁
  - 五十七代 阳成院 贞明
  - 五十八代 光孝院 时康
  - 五十九代 宇多院 定省
  - 六十代   醍醐院 敦仁
  - 六十一代 朱雀院 宽明
  - 六十二代 村上院 成明
  - 六十三代 冷泉院 宪平
  - 六十四代 圆融院 守平
  - 六十五代 花山院 师贞
  - 六十六代 一条院 怀仁
  - 六十七代 三条院 居贞
  - 六十八代 后一条院 敦成
- 摄政・大臣列传
  - 左大臣　冬嗣
  - 太政大臣　良房（摄政）
  - 左大臣　良相
  - 权中纳言从二位左兵衛督　长良
  - 太政大臣　基经（摄政・关白）
  - 左大臣　时平
  - 左大臣　仲平
  - 太政大臣　忠平（摄政・关白）
  - 太政大臣　实赖（摄政・官白）
  - 太政大臣　赖忠（关白）
  - 左大臣　师尹
  - 右大臣　师辅
  - 太政大臣　伊尹（摄政）
  - 太政大臣　兼通（关白）
  - 太政大臣　为光
  - 太政大臣　公季
  - 太政大臣　兼家（摄政・关白）
  - 内大臣　道隆（摄政・关白）
  - 右大臣　道兼（关白）
  - 太政大臣　道長（摄政）
- 藤氏物語
- 昔物語

## 研究・注解
- 《古典全集》版
  - 《日本古典文学大系　大鏡》松村博司校注，岩波書店 新装版、ISBN 4000044915
  - 《新潮日本古典集成　大鏡》石川徹校注，新潮社，ISBN 4106203820
  - 《新編 日本古典文学全集34　大鏡》橘健二・加藤静子校注・译，小学館，ISBN 4096580341

- 文庫判
  - 《大鏡》松村博司校注、岩波文庫、ISBN 4003010418　
  - 《大鏡》佐藤謙三校注・译、角川文庫、ISBN 4044038015
  - 《大鏡　全現代語訳》保坂弘司校注・译、講談社学術文庫、ISBN 406158491X
  - 《大鏡　ビギナーズ・クラシックス》武田友宏編译、角川ソフィア文庫、ISBN 404357424X

## 关联词条
- 荣花物語
- 今鏡
- 水鏡
- 増鏡
- 弥世継